# 소시지 파티: 푸드토피아
《소시지 파티: 푸드토피아》(영어: Sausage Party: Foodtopia)는 아마존 프라임 비디오에서 2024년 7월 공개된 미국의 성인 애니메이션 시리즈이다. 2016년 애니메이션 영화 《소시지 파티》를 원작으로 한다.